# Governo Sigmundur Davíd Gunnlaugsson
O Governo Sigmundur Davíd Gunnlaugsson (em islandês: Ráðuneyti Sigmundar Davíðs Gunnlaugssonar) dirigiu a Islândia entre 2013 e 2016. Foi um governo formado a partir dos resultados das eleições legislativas de 2013. Integrou o Partido do Progresso e o Partido da Independência. Dispunha de 36 dos 63 lugares do Parlamento da Islândia (Alþingi).